# Pandaloidea
Pandaloidea é uma superfamília de crustáceos decápodes da infraordem Caridea (camarões), com apenas duas famílias extantes, a família Pandalidae (cerca de 200 espécies) e a pequena família Thalassocarididae (4 espécies).